# Nimfa (ryba)
Nimfa – odmiana hodowlana chińskiej populacji złotej rybki wywodzącej się od jednego z podgatunków karasia złocistego – Carassius auratus auratus, w hodowli akwarystycznej popularnie zwanymi welonami.

## Opis
Krępa budowa ciała o jajowatym kształcie. Płetwa ogonowa dość silnie rozwinięta i pojedyncza. Odmiana to stanowi formę wybrakowaną złotej rybki.